# اورلین ویک
اورلین ویک (فرانسوی: Aurélien Wiik‎؛ زادهٔ ۲۴ سپتامبر ۱۹۸۰) یک هنرپیشه، کارگردان و نویسنده اهل فرانسه است.
از فیلم‌ها یا برنامه‌های تلویزیونی که وی در آن نقش داشته‌است می‌توان به آرسن لوپن اشاره کرد.